# Palomero (kommunhuvudort)
Palomero är en kommunhuvudort i Spanien.   Den ligger i provinsen Provincia de Cáceres och regionen Extremadura, i den centrala delen av landet, 220 km väster om huvudstaden Madrid. Palomero ligger 453 meter över havet och antalet invånare är 503.
Terrängen runt Palomero är kuperad åt nordväst, men åt sydost är den platt.Runt Palomero är det glesbefolkat, med 20 invånare per kvadratkilometer. Närmaste större samhälle är Montehermoso, 18,7 km söder om Palomero. Omgivningarna runt Palomero är huvudsakligen savann.